# 奇拉祖盧
奇拉祖盧（Chiradzulu）是非洲東南部國家馬拉維的城鎮，也是奇拉祖盧縣的首府，由南部區負責管轄，位於布蘭太爾以北，海拔高度1,000米，鎮上有學校、醫院和公共汽車服務，2006年人口估計約1,600。
15°42′S 35°11′E / 15.700°S 35.183°E